# میجین کو
میجین کو (به ژاپنی: 微塵粉)، یک نوع پودر برنج چسبناک است که در واگاشی یا شیرینی ژاپنی استفاده می‌شود.
میجین کو گاهی با دومیوجی کو اشتباه گرفته می‌شود که در آن برنج چسبناک ابتدا در آب خیسانده شده سپس آب‌پز شده و سپس دوباره خشک می‌شود.
در میجین کو برنج را بخارپز می‌کنند و به موچی تبدیل می‌کنند، سپس آن را به صورت صاف، خشک می‌کنند تا آب آن گرفته شود و سپس به صورت ریز خرد می‌شود و به صورت مواد شیرینی پزی و سایر مواد استفاده می‌شود.
بعد از آنکه برنج چسبناک بخارپز شده صاف و خشک شد اگر کمی کباب شود اما رنگ آن سرخ نشود و سپس آن را پودر کنند به آن یاکی-میجین کو می‌گویند. در صورتی که برنج چسبناک بخارپز شده بسیار نازک شود و سپس تفت داده شود به آن کانبی-کو
(به ژاپنی: 寒梅粉 Kanbai-ko) می‌گویند.
میجین کو برای درست کردن نری‌کیری استفاده می‌شود. مواد این نوع شیرینی شکر، شیروآن یا پوره لوبیای سفید، یم کوهی ژاپنی و میجین کو هستند. معمولاً با افزودن رنگ‌های خوراکی نمادهای چهار فصل سال یا طبیعت به طرز ظریفی با شکل ظاهری این شیرینی به نمایش در می‌آید و در مراسم چای و جشن‌ها به کار برده می‌شود.

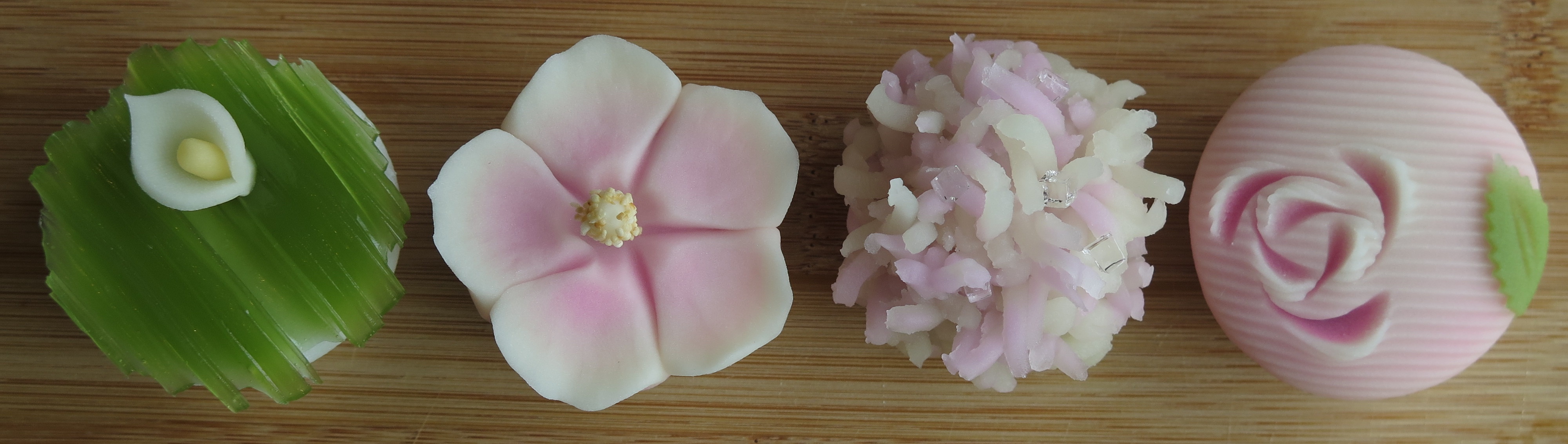